# 多佩尔迈尔环形山
多佩尔迈尔环形山（Doppelmayer）是位于月球正面湿海西南的一座大型古撞击坑残迹，约形成于39.2-38.5亿年前的酒海纪，其名称是1791年由德国天文学家约翰·希罗尼穆斯·施罗特取自十七世纪德国数学家暨天文学家、制图师约翰·加布里埃尔·多佩尔迈尔（Johann Gabriel Doppelmayer，1671年-1750年），1935年被国际天文学联合会批准接受。

## 描述

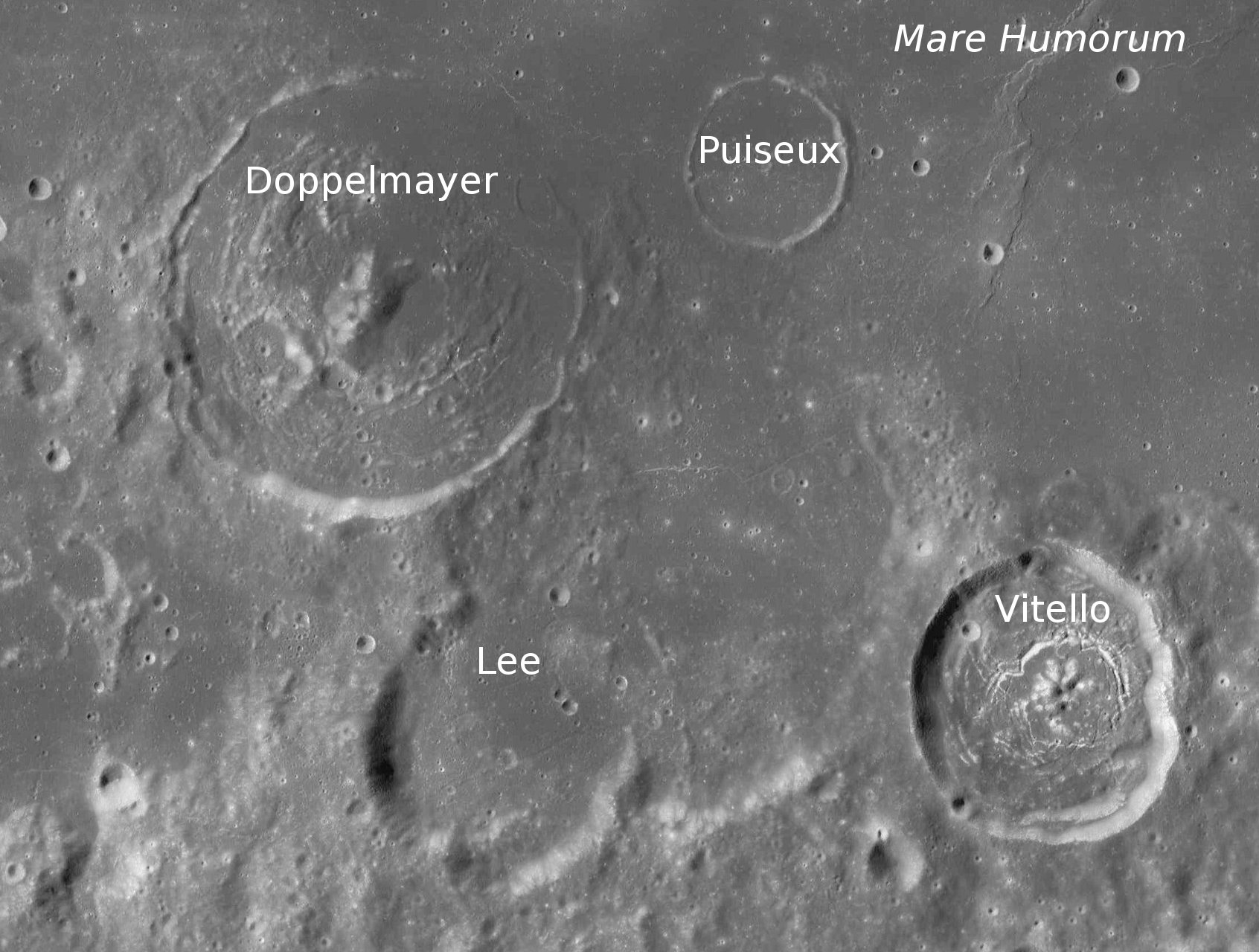
多佩尔迈尔环形山的周边，月球勘测轨道飞行器拍摄。

该陨坑的西侧紧靠帕尔米耶里陨石坑、西北毗邻李比希陨石坑、皮瑟陨石坑位于它的东北偏东、东南和南面则坐落着维泰洛陨石坑和李陨石坑。该陨坑的西北分布着多佩尔迈尔月溪和李比希峭壁，它的南面与李陨石坑西北之间，坐落了一座顶部有一小陨坑的穹丘-可能是一座盾状火山。该陨坑中心月面坐标为28°29′S 41°31′W / 28.48°S 41.51°W，直径65.1公里，深度1.1公里。
多佩尔迈尔环形山已被湿海形成时漫溢的熔岩淹没，只有残存的坑壁和坑内的山峰露出在月海表面之上。陨坑壁已明显磨损和侵蚀，轮廓大致呈圆形，其中西南部分保存最完整，但东北侧大部分已消失在月海之下，而东南坑壁则碎裂成一系列的孤峰，日出时，在坑底表面投下了一道清晰的影子。该陨坑坑壁平均高出周边地形1230米，内部容积约3400立方千米。已淹没的坑内矗立着一座高约1300米，由斜长岩构成的庞大中央峰。坑底西南，围绕着中央峰，呈半圆状分布着一系列的山脊和山丘，几乎与坑壁相平行。多佩尔迈尔环形山的独特之处在于，它的中央峰高度超过了坑壁，其原因可能是坑底的断层运行，导致中央区域产生隆起。该中央峰的顶部坐落了一座大陨坑。

## 陨坑截面图
该图展示了陨石坑不同方向上的截面，纵向坐标轴（Y轴）单位为英尺，右上方图显示的比例尺为米。

## 卫星陨石坑
按惯例，最靠近多佩尔迈尔环形山的卫星坑将在月图上以字母标注在该坑的中心点旁。
| 多佩尔迈尔 | 纬度    | 经度    | 直径    |
| ---------- | ------- | ------- | ------- |
| A          | 29.8° S | 43.1° W | 10 公里 |
| B          | 30.5° S | 45.4° W | 11 公里 |
| C          | 30.3° S | 44.1° W | 7 公里  |
| D          | 31.8° S | 45.8° W | 9 公里  |
| G          | 28.9° S | 44.9° W | 15 公里 |
| H          | 28.8° S | 43.2° W | 10 公里 |
| J          | 24.5° S | 41.1° W | 6 公里  |
| K          | 24.0° S | 40.7° W | 5 公里  |
| L          | 23.6° S | 40.5° W | 4 公里  |
| M          | 29.5° S | 43.9° W | 15 公里 |
| N          | 29.2° S | 44.6° W | 5 公里  |
| P          | 29.1° S | 42.7° W | 8 公里  |
| R          | 29.2° S | 43.2° W | 4 公里  |
| S          | 28.1° S | 43.6° W | 4 公里  |
| T          | 25.9° S | 43.2° W | 3 公里  |
| V          | 29.8° S | 45.6° W | 8 公里  |
| W          | 33.6° S | 45.6° W | 8 公里  |
| Y          | 33.1° S | 46.1° W | 10 公里 |
| Z          | 33.0° S | 46.4° W | 10 公里 |

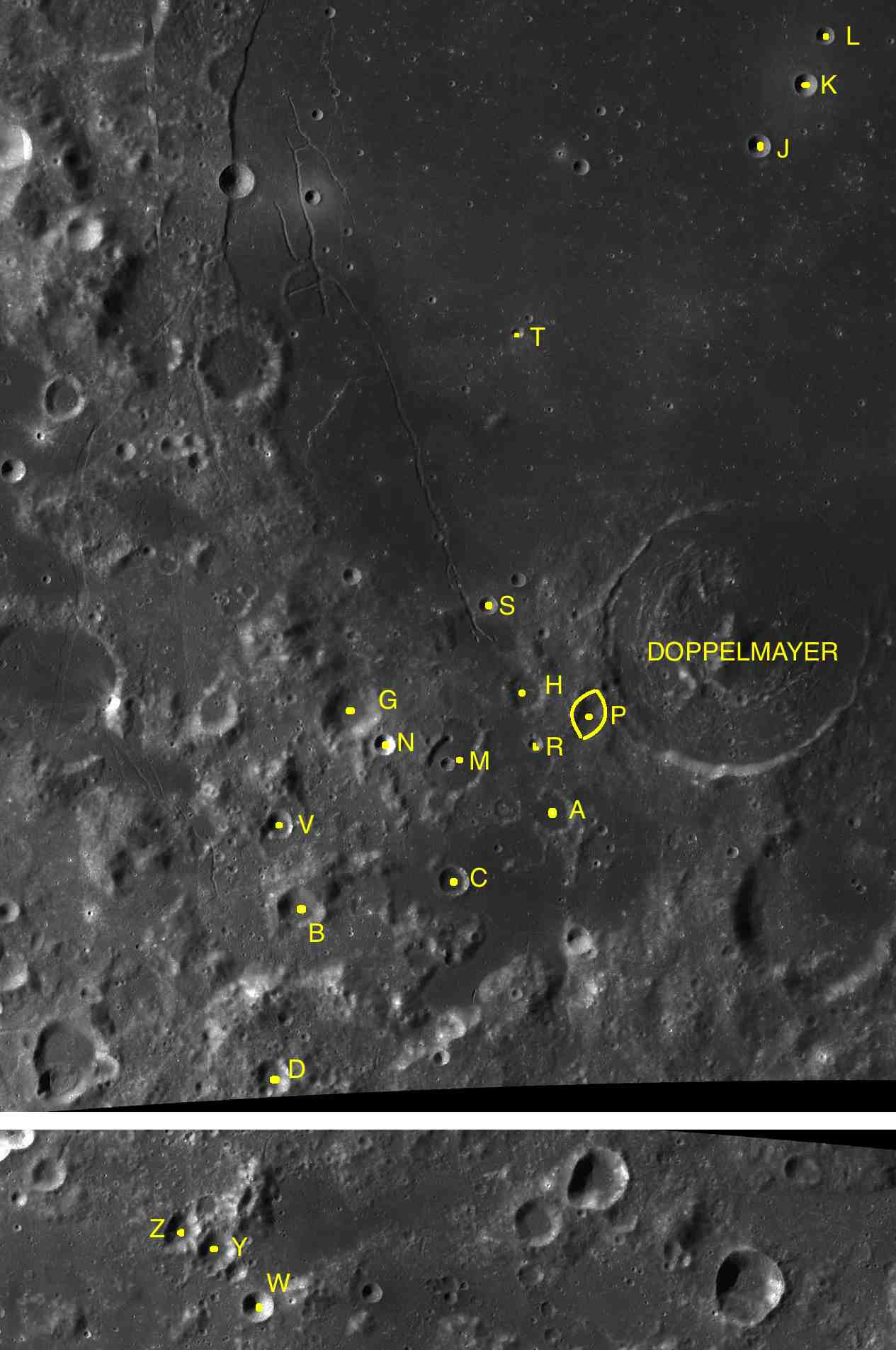
LAC-93和LAC-110拼接图.

- 卫星坑多佩尔迈尔 K已被月球和行星观测协会（ALPO）列入《带有明亮射纹系统的撞击坑列表》[6]。

## 另请参阅
- Andersson, L. E.; Whitaker, E. A. . NASA RP-1097. 1982.
- Blue, Jennifer. . USGS. July 25, 2007  [2007-08-05]. （原始内容存档于2018-12-25）.
- Bussey, B.; Spudis, P. . New York: Cambridge University Press. 2004. ISBN 978-0-521-81528-4.
- Cocks, Elijah E.; Cocks, Josiah C. . Tudor Publishers. 1995. ISBN 978-0-936389-27-1.
- McDowell, Jonathan. . Jonathan's Space Report. July 15, 2007  [2007-10-24]. （原始内容存档于2018-12-25）.
- Menzel, D. H.; Minnaert, M.; Levin, B.; Dollfus, A.; Bell, B. . Space Science Reviews. 1971, 12 (2): 136–186. Bibcode:1971SSRv...12..136M. doi:10.1007/BF00171763.
- Moore, Patrick. . Sterling Publishing Co. 2001. ISBN 978-0-304-35469-6.
- Price, Fred W. . Cambridge University Press. 1988. ISBN 978-0-521-33500-3.
- Rükl, Antonín. . Kalmbach Books. 1990. ISBN 978-0-913135-17-4.
- Webb, Rev. T. W.  6th revised. Dover. 1962. ISBN 978-0-486-20917-3.
- Whitaker, Ewen A. . Cambridge University Press. 1999. ISBN 978-0-521-62248-6.
- Wlasuk, Peter T. . Springer. 2000. ISBN 978-1-85233-193-1.